# Gavazzi
I Gavazzi sono un'importante famiglia della borghesia e nobiltà lombarda, originaria di Canzo, in provincia di Como.
Iniziatore del ramo oggi più noto fu Carlo Francesco (1688-1733), nato a Canzo e mercante a Chiavenna, suo figlio Pietro Antonio fu padre di Giuseppe Antonio Gavazzi (1768-1835) fondatore della Gavazzi e Quinterio. Pietro Gavazzi (1803-1874), figlio di Giuseppe Antonio, banchiere e fondatore del setificio Pietro Gavazzi e F.lli, fu padre di Egidio (1846-1910) e Pio (1848-1927).
La ricchezza della famiglia è legata alla proprietà dello stabilimento Gavazzi di Desio, fondato nel 1869 da Egidio Gavazzi, figlio di Giuseppe Antonio Gavazzi, e rimasta di proprietà della famiglia fino al 1992, arrivando a impiegare 4700 persone.
Egidio Gavazzi in seguito fu sindaco della città dal 1883 fino al 1910, anno della sua morte.

## L'attività tessile
Su impulso della famiglia, la ditta Gavazzi divenne un esempio di capitalismo illuminato: vi erano implementate alcune pratiche innovative per l'epoca tra cui l'istituzione di asili nido aziendali, la concessione di permessi speciali alle lavoratrici divenute madri, l'istituzione di una mensa e di una mutua, che curava anche la distribuzione di viveri per migliorare le condizioni dei lavoratori. L'impianto produttivo era d'avanguardia, con i primi telai meccanici per la lavorazione della seta, usati anche per la costruzione del dirigibile Città di Milano.
Alla morte di Egidio l'azienda fu diretta dal fratello Pio, dal figlio di quest'ultimo Antonio (1875-1948) e dai figli di Egidio Simone (1878 -1963) e Luigi (1880-1917)

## L'attività bancaria
Giuseppe Gavazzi (1877-1949), figlio primogenito di Egidio, senatore dal 1939, sedette nel consiglio di amministrazione del Banco Ambrosiano di Milano dal 1904..
Nel 1937 comprò la maggioranza del Lanificio Lanerossi e cliniche e miniere in Alto Adige. Suo figlio Rodolfo (1908-1995) continuò ad occuparsi della Lanerossi fino al 1962 mentre suo figlio Franco (1904-1984),  rimase nel consiglio dell'Egidio e Pio Gavazzi.
La banca della famiglia, nata il 4 agosto 1909 come cassa rurale locale e promossa da Egidio Gavazzi, è diventata l'attuale Banco Desio, appartenente al gruppo bancario omonimo, di cui la famiglia è tuttora azionista di maggioranza. Alla fondazione nessun membro della famiglia prese ruoli formali, preferendo non apparire tra i fondatori: solo nel 1909 Luigi entrò nel Consiglio di Amministrazione. 
Nel 1929 la famiglia acquisì il controllo dell'istituto, quando i cugini Gino (erede di Egidio) e Giulio Gavazzi (figlio di Pio Gavazzi, fratello di Egidio) ne ottennero la maggioranza e la presidenza. Sia Pio sia Giulio furono sindaci della città, rispettivamente dal 1910 al 1920 e dal 1926 al 1931: tre generazioni della famiglia si erano succeduti nella carica di podestà cittadino.. 
Anche Andreina Gavazzi Costa Kuliscioff fu socia della banca, nel 1921, e Gino Gavazzi, genero di Alberto Pirelli avendone sposata la figlia Rosa, ne fu presidente fino alla morte avvenuta nel 1931. 

## Altre attività imprenditoriali
Il fratello di Gino, Giuseppe, tenne il ruolo di presidente dell'Agraria Desana e fu consigliere del fratello nelle questioni sociali ed economiche. Egidio Gavazzi (1937-2021), figlio di Gino e omonimo del capostipite, è stato socio accomandatario di Pirelli fino al novembre 1983, mentre il cugino Leopoldo è rimasto nella società più a lungo. Ludovico Gavazzi è stato nonno di Emanuele Dubini, industriale e anch'egli socio accomandatario della Pirelli.
Carlo Gavazzi, fratello di Giulio, fu azionista ed amministratore del Cappellificio Carozzi, all'epoca azienda di spicco della Brianza per quanto in difficoltà.
Il nipote di Giuseppe, Carlo Gavazzi, ha fondato nel 1957 l'omonima multinazionale dell'ingegneria Carlo Gavazzi Impianti.
Oggi le numerose società che fanno capo alla Carlo Gavazzi sono raccolte in una holding con sede in Svizzera.

## Il ruolo sociale e politico
La famiglia all'inizio del XX secolo si ramificò notevolmente, e venne a imparentarsi con molte famiglie nobili o benestanti della società milanese, tra cui i Pirelli.
Nel 1904 Luigi Gavazzi, figlio secondogenito di Egidio ed erede di uno dei più cospicui patrimoni d'Italia, sposò con rito religioso Andreina Costa Kuliscioff, figlia del rivoluzionario socialista Andrea Costa e di Anna Kuliscioff: l'evento suscitò scalpore tra i politici e la stampa socialista dell'epoca, e tenne banco per mesi nelle cronache politiche e nelle pagine rosa.
La famiglia Gavazzi era in ottimi rapporti con Achille Ratti, concittadino che sarebbe diventato papa nel 1922. Il padre di Ratti fu dipendente della tessitura. Durante la carriera di Ratti, la famiglia gli fu vicina, coordinando i festeggiamenti per il suo arcivescovado prima e per l'ascesa al soglio pontificio poi: l'operazione non era semplice, dovendo mettere d'accordo tutte le famiglie notabili della città, non sempre in buoni rapporti. 
I Gavazzi erano in buoni rapporti con rappresentanti politici sia di destra che di sinistra: tra i primi vi era il senatore 'cattolico' Carlo Ottavio Cornaggia, mentre tra i secondi spiccava Filippo Turati e gli esponenti della famiglia Costa-Kuliscioff.
Il figlio primogenito di Luigi Gavazzi, Luigi Jr., ebbe un ruolo nell'organizzazione della fuga in Francia di Turati nel 1926, quando fu minacciato dall'ascesa del potere fascista.
Il ramo della famiglia Gavazzi discendente da Pio Gavazzi fu più vicino alle posizioni mussoliniane, mentre il ramo di Egidio fu sempre vicino alla Chiesa cattolica. Pur in presenza di questi orientamenti di fondo, un figlio di Pio, Giulio Gavazzi, podestà di Desio dal 1926 al 1932, ha fatto erigere a sue spese nella piazza principale della città, un grande monumento a Pio XI, opera di Albert Dressler, per celebrare i Patti lateranensi, nonostante questi non avessero ottenuto grande consenso popolare in Brianza, area spiccatamente liberale.

## Altri membri della famiglia Gavazzi
- Lodovico Gavazzi (1857-1941), figlio di Giuseppe e di Arcangela Sessa, senatore del Regno d'Italia e marito di Vittoria Stabilini. Lodovico fu presidente della Società anonima "Pietro Gavazzi" per la trattura e la torcitura della seta e Presidente della Banca Vonwiller (1919-1921). Ebbe sei figli: Angela moglie di Angelo Dubini; Carla moglie di Antonio Dubini;  Emanuele (1885-1950), marito di Adele Sangregorio e padre di Vittoria, Emilio, Emiliana, Serena, Alessandro; Pio (1888-1970), che sposò in prime nozze Virginia Beltrami da cui ebbe Lodovico, Elena, Vincenzo, in seconde nozze Luisa Lazzaroni da cui ebbe Guglielmo e in terze nozze Anna Locatelli; Adele moglie di Giovanni Berrone; Maria moglie di Giulio Merati.
- Piero Gavazzi (1854-1932), figlio di Giuseppe, marito di Orsola Stabilini e padre di Carlo (1894-1957), marito di Livia Bernasconi; Luisa moglie di Giovanni Carones; Antonia moglie di Marcello Cerruti. Piero fondò la Gavazzi e C che produceva nastri di seta e biancheria nei due stabilimenti di  Valmadrera e  Calolziocorte.
- Gerolamo Gavazzi nato nel 1943, figlio di Franco e di Margherita Majnoni d'Intignano nipote del senatore Luigi Majnoni d'Intignano[9] marito di Bianca del Favero, figlia dell'ingegnere e scrittore Lino[10] e sorella di Margherita moglie di Matteo Visconti di Modrone. Gerolamo Gavazzi oltre a dirigere il suo importante studio di commercialista ha scritto due libri: il primo dedicato all'Isola dei Cipressi[11] del Lago di Pusiano di sua proprietà; il secondo dedicato alla storia della famiglia Gavazzi[12]
- Marco Gavazzi nato nel 1942, figlio di Franco Gavazzi e di Margherita Majnoni d’Intignano, nipote del senatore Conte Luigi Majnoni d’Intignano, marito di Chantal Majnoni d’Intignano. Marco Gavazzi fu presidente del Banco di Desio per qualche anno. Fu anche un campione di volo a vela italiano, e terzo classificato ai campionati mondiali.
- Egidio Gavazzi (1937-18 Giugno 2021), figlio di Franco Gavazzi e di Margherita Majnoni d’Intignano, nipote del senatore Conte Luigi Majnoni d’Intignano, Editore, scrittore, giornalista appassionato di fotografia, ambiente e divulgazione naturalistica. Pilota di volo a vela e volo a motore. Fondatore di Tethys, organizzazione onlus dedita alla ricerca scientifica, sensibilizzazione e conservazione dell'ambiente marino e dei cetacei, della Società Italiana di Caccia Fotografica, fondatore e direttore per diversi anni delle riviste Aqua e Airone, scomparso in un incidente aereo a Padova occorso col suo Beechcraft Bonanza.

## La situazione attuale
L'attuale presidente della banca è Agostino Gavazzi, erede della famiglia.
Nel CdA sedevano, negli anni ottanta, quattro membri della famiglia. 
Nel 1986 il gruppo della famiglia poteva vantare un indebitamento pari a zero, 300 miliardi di lire di fatturato, 1600 dipendenti e sette miliardi di lire di utile netto